# Sachatamia
A Sachatamia (Centrolenidae) a kétéltűek (Amphibia) osztályába és  a békák (Anura) rendjébe és az üvegbékafélék (Centrolenidae) családjába tartozó nem.

## Elterjedésük
A nembe tartozó fajok Közép-Amerikában és Dél-Amerika északkeleti részén honosak.

## Rendszerezés
A nembe az alábbi fajok tartoznak:
- Sachatamia albomaculata (Taylor, 1949)
- Sachatamia electrops Rada, Jeckel, Caorsi, Barrientos, Rivera-Correa & Grant, 2017
- Sachatamia ilex (Savage, 1967)
- Sachatamia orejuela (Duellman & Burrowes, 1989)
- Sachatamia punctulata (Ruiz-Carranza & Lynch, 1995)